# 威洛瓦利鎮區 (明尼蘇達州聖路易斯縣)
威洛瓦利鎮區（英語：Willow Valley Township）是位於美國明尼蘇達州聖路易斯縣的一個行政鎮區。

## 地方資料
威洛瓦利鎮區的面積為90.50平方千米，當中陸地面積為90.49平方千米，而水域面積為0.01平方千米。根據2020年美國人口普查的數據，當地共有人口112人，而人口密度為每平方千米1.24人。